# Acacia lanigera
Acacia lanigera é uma espécie de leguminosa do gênero Acacia, pertencente à família Fabaceae.